# 앨릭스 스콧 (1936년생 축구인)
알렉산더 실콕 스콧(영어: Alexander Silcock Scott, 1936년 11월 22일 ~ 2001년 9월 13일)은 앨릭스 스콧(Alex Scott)이라는 이름으로 알려져 있는 스코틀랜드의 전직 축구 선수로 선수 시절 포지션은 미드필더였다.

## 경력
1936년에 폴커크에서 태어났으며 17세 시절이던 1954년에 레인저스에 입단하면서 축구 선수로 데뷔했다. 1955년 3월 9일에 열린 폴커크와의 데뷔 경기에서 해트트릭을 기록했다. 1963년까지 레인저스 소속으로 활약하던 동안에는 리그 216경기에서 57골을 기록했고 레인저스의 스코티시 풋볼 리그 4회 우승, 스코티시컵 1회 우승에 기여했다. 1961년 UEFA 컵위너스컵에서는 레인저스의 준우승에 기여했다.
1963년에는 39,000 영국 파운드의 이적료와 함께 잉글랜드의 축구 클럽인 에버턴으로 이적했으며 1962-63 풋볼 리그 1부 시즌, 1965-66 FA컵 시즌에서 에버턴의 우승에 기여했다. 1967년에는 13,000 영국 파운드의 이적료와 함께 하이버니언으로 이적하면서 스코틀랜드 무대에 복귀했고 1970년부터 1972년에 은퇴할 때까지 폴커크 소속으로 활동했다.
1956년부터 1966년까지 스코틀랜드 축구 국가대표팀 선수로 활동하던 동안에 16경기에 출전하여 5골을 기록했고 스웨덴에서 개최된 1958년 FIFA 월드컵에 참가했다. 은퇴 이후에는 동생인 짐 스콧과 함께 비즈니스에 참여했으며 2001년에 폴커크에서 향년 64세를 일기로 사망했다.

## 수상

### 클럽
레인저스
- 스코티시 풋볼 리그 4회 우승 (1955-56, 1956-57, 1958-59, 1960-61)
- 스코티시컵 1회 우승 (1959-60)
- 스코티시 리그컵 2회 우승 (1960-61, 1961-62)

에버턴
- 풋볼 리그 1부 1회 우승 (1962-63)
- FA컵 1회 우승 (1965-66)
- FA 채리티 실드 1회 우승 (1963)